# Fougerolles (Alta Saona)
Fougerolles è un comune francese di 4 027 abitanti situato nel dipartimento dell'Alta Saona nella regione della Borgogna-Franca Contea.
Il confine meridionale con i comuni di Raddon-et-Chapendu, Saint-Valbert e Froideconche è segnato dal corso del fiume Rôge, affluente del fiume Lanterne, tributario della Saona.

## Società

### Evoluzione demografica
Abitanti censiti